# Mezquita de Bodrum
La mezquita de Bodrum (en turco: Bodrum Camii o Mesih Paşa Camii) es una iglesia ortodoxa convertida en mezquita por los otomanos. La iglesia ortodoxa tenía el nombre griego de Myrelaion (Eκκλησία του Μυρελαίου).

## Localización
La estructura medieval que se encuentra encajonada por tres de sus lados por modernos edificios está situada en el distrito de Eminönü, en el barrio de Aksaray, un kilómetro al oeste de las ruinas del Gran Palacio de Constantinopla.

## Historia
En el año 922, posiblemente durante la guerra contra Simeón I de Bulgaria, el drungarius Romanos Lekapenos compró una casa en la novena regio de Constantinopla, en las proximidades del Mar de Mármara, en el lugar denominado Myrelaion («el lugar de la Mirra» en griego). Tras su ascensión al trono el edificio se convirtió en el núcleo del nuevo palacio imperial, en un desafío al Gran Palacio de Constantinopla y la capilla de la familia Lekapenos.
El palacio de Myrelaion fue construido en la cima de una gran rotonda del siglo V d. C. la cual tenía un diámetro externo de 41.8 metros, siendo la segunda más grande del mundo antiguo tras el Panteón de Roma. En el siglo X la rotonda no se volvió a usar y fue reconvertida, posiblemente por los mismos romanos, en una cisterna cubriendo su interior con una bóveda con 70 columnas. Cerca del palacio, el emperador bizantino construyó una iglesia la cual fue ideada para acoger el mausoleo de su familia. La primera en ser enterrada en el mausoleo fue su mujer Theodora en diciembre del 922 seguida por su hijo mayor y cooemperador Christophoros, el cual falleció en el
931. Se interrumpió de esta forma la tradición de seis siglos por la cual todos los emperadores desde Constantino I eran enterrados en la iglesia de los Santos Apóstoles.
Más tarde el emperador convirtió el palacio en un convento y tras su deposición y muerte en el exilio como monje en la isla de Kınalıada en junio del 948 fue enterrado en la iglesia.
La capilla fue devastada por el fuego en 1203 durante la Cuarta Cruzada. Abandonado durante la ocupación latina de Constantinopla (1204-1261), el edificio fue reparado al final del siglo XIII, durante el período de la dinastía Paleólogo.
Tras la conquista de Constantinopla por los otomanos en 1453 el Myrelaion fue convertido en una mezquita por el Gran Visir Mesih Paşa sobre el año 1500, durante el reinado de Bayezid II. Tras la construcción de su subestructura el templo fue bautizado como bodrum (en turco bodrum significa cámara acorazada subterránea, sótano) coexistiendo este nombre con el de su fundador (Mezquita de Mesih Paşa). El edificio fue dañado por sendos incendios en 1784 y 1911. Tras el incendio de 1911 el templo fue abandonado.
La excavación liderada por David Talbot Rice en 1930 descubrió la cisterna. En 1964-1965 la profunda restauración encabezada por el museo arqueológico de Estambul reemplazó mucha de la mampostería externa del edificio siendo interrumpida después.

## Arquitectura

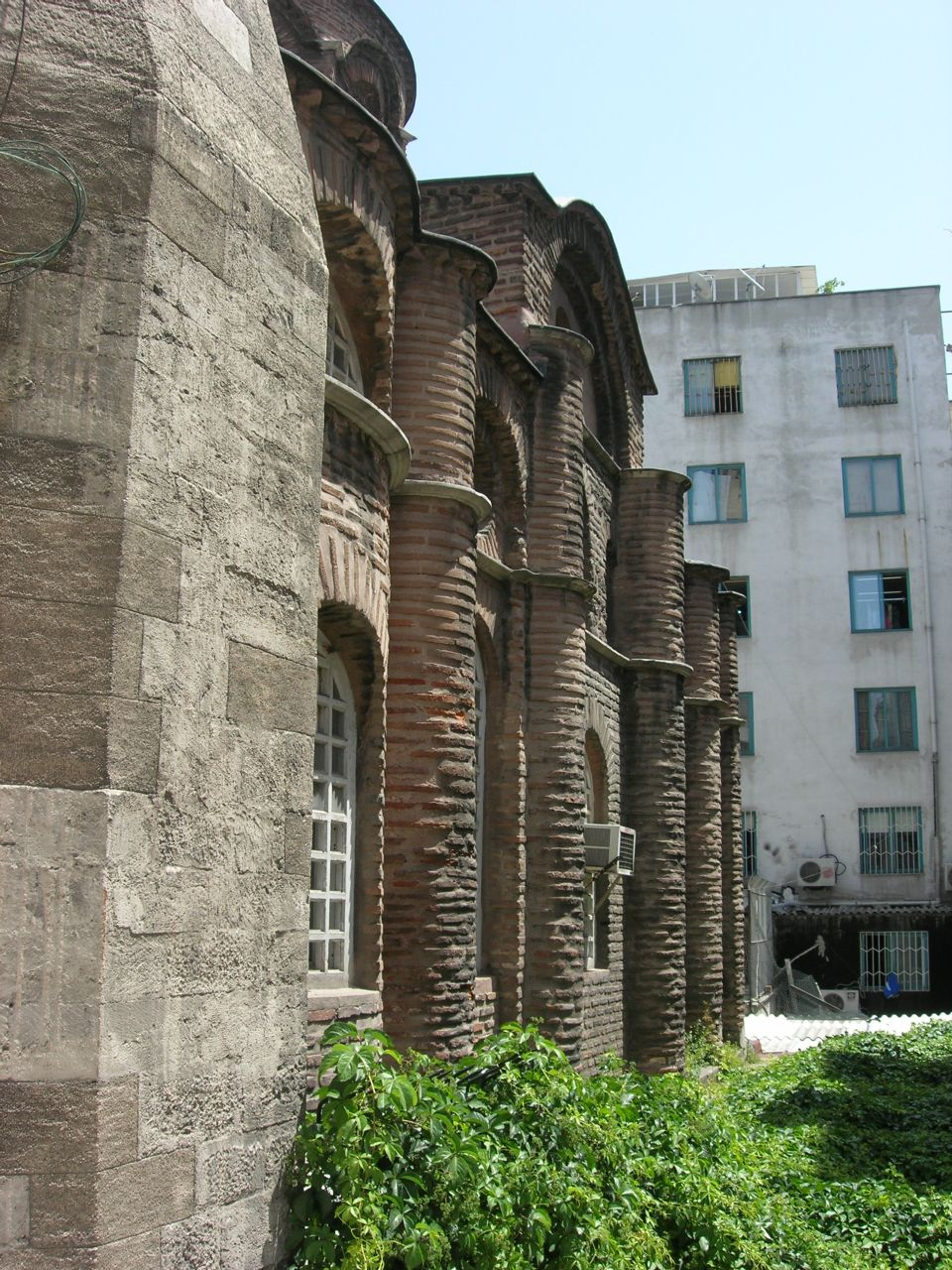
Muro sur de la mezquita. En primer plano se aprecia la base del minarete.

### Edificio
La iglesia del Myrelaion forma parte de la media docena de iglesias constantinopolitanas que parecen basarse en el diseño de la hoy desaparecida Iglesia Nueva (Nea Ecclesia), finalizada en 880. Otro miembro de este grupo, con el que el Myrelaion guarda fuertes analogías, es la iglesia norte del complejo del monasterio de Constantino Lips (la actual mezquita de Fenari Isa), datada en ca. 908.
El edificio posee una planta de cruz inscrita con lados de unos 9,0 m de largo, y su mampostería consiste enteramente en ladrillos.
La nave central (naos) está coronada por una bóveda, con un tambor interrumpido por las ventanas arqueadas, que da a la edificación un aspecto ondulado. Las cuatro naves laterales están cubiertas por bóvedas de crucería. El edificio tiene un nártex situado en el oeste y un santuario al este. La parte central del nártex está cubierta por una bóveda, las partes bilaterales por bóvedas de crucería. La nave está dividida por cuatro pilares, que sustituyeron en el período otomano las columnas originales. Muchas aberturas —ventanas, oeil-de-boeufs y arcos— dan la luz a la edificación.
El exterior del edificio está caracterizado por los contrafuertes cilíndricos que articulan sus fachadas. En el período del otomano fue substituido por un pórtico de madera.[cita requerida] El edificio tiene tres ábsides poligonales. El central pertenece al santuario (bema), mientras que el lateral es parte de dos capillas laterales en forma de trébol (pastoforios) que constituían las prothesis y el diaconicón.
Los otomanos construyeron un alminar de piedra cerca del nártex. El interior del edificio fue adornado originalmente con un revestimiento de mármol en las paredes y mosaicos en las bóvedas, hoy tan sólo se conservan algunos vestigios.

### Subestructura
La subestructura también posee planta de cruz inscrita, pero fue construida alternando fajas de cuatro hiladas de ladrillo con otras de cinco hiladas de piedra toscamente tallada. Al contrario que el edificio, tiene un aspecto austero y áspero. Su propósito original era solamente el de situar la iglesia al mismo nivel del palacio de Lekapenos. Tras la restauración efectuada durante la dinastía Paleólogo fue usada com capilla de enterramientos.
El edificio es el primer ejemplo de capilla funeraria privada de un emperador bizantino, iniciando una tradición típica del último periodo de las dinastías Comneno y Paleólogo. Por otra parte, el edificio representa un hermoso ejemplo de iglesia de planta cruz-en-cuadrado de la arquitectura bizantina media.